# Escándalo bancario de la Cámara de Representantes
El escándalo bancario de la Cámara de Representantes (también conocido como el "escándalo de los cheques") estalló a principios de 1992, cuando se reveló que la Cámara de Representantes de los Estados Unidos permitió a sus miembros sobregirar sus cuentas corrientes de la Cámara sin el riesgo de ser penalizados por el Banco de la Cámara de Representantes, que en realidad era una cámara de compensación.
El escándalo también es conocido como Rubbergate (de las expresiones "el cheque rebotó" y " Watergate"), pero el término es engañoso porque los cheques de la Camara no rebotaron, pero fueron respetados porque el banco proporcionó protección contra sobregiros a sus titulares de cuentas, y la Oficina del Sargento de Armas cubrió al Banco de la Cámara sin sanciones.

## Descripción
El escándalo involucró a más de 450 Representantes, la mayoría de los cuales no violaron ninguna ley. Sin embargo, 22 miembros del Congreso fueron seleccionados por el Comité de Ética de la Cámara por dejar sus cuentas corrientes en descubierto durante al menos ocho meses de una muestra de 39 meses:
| Nombre              | Estado        | Partido     | # de cheques | Meses de mora |
| ------------------- | ------------- | ----------- | ------------ | ------------- |
| Tommy F. Robinson   | Arkansas      | Republicano | 996          | 16            |
| Robert J. Mrazek    | Nueva York    | Demócrata   | 920          | 23            |
| Robert W. Davis     | Michigan      | Republicano | 878          | 13            |
| Doug Walgren        | Pensilvania   | Demócrata   | 858          | 16            |
| Charles F. Hatcher  | Georgia       | Demócrata   | 819          | 35            |
| Stephen J. Solarz   | Nueva York    | Demócrata   | 743          | 30            |
| Charles Hayes       | Illinois      | Demócrata   | 716          | 15            |
| Ronald D. Coleman   | Texas         | Demócrata   | 673          | 23            |
| Carl C. Perkins     | Kentucky      | Demócrata   | 514          | 14            |
| Bill Alexander      | Arkansas      | Demócrata   | 487          | 18            |
| William F. Goodling | Pensilvania   | Republicano | 430          | 9             |
| Ed Towns            | Nueva York    | Demócrata   | 408          | 18            |
| Ed Feighan          | Ohio          | Demócrata   | 397          | 8             |
| Harold Ford, Sr.    | Tennessee     | Demócrata   | 743          | 30            |
| Mickey Edwards      | Oklahoma      | Republicano | 386          | 13            |
| Bill Clay           | Misuri        | Demócrata   | 328          | 9             |
| Tony Coelho         | California    | Demócrata   | 316          | 12            |
| John Conyers        | Michigan      | Demócrata   | 273          | 9             |
| María Rose Oakar    | Ohio          | Demócrata   | 213          | 18            |
| Joseph D. Early     | Massachusetts | Demócrata   | 124          | 13            |
| Douglas H. Bosco    | California    | Demócrata   | 124          | 13            |
| Jim Bates           | California    | Demócrata   | 89           | 9             |

Cuatro ex representantes, un delegado y el ex sargento de armas de la Cámara de Representantes fueron condenados por irregularidades como resultado de la investigación.
Entre ellos, el exrepresentante Buz Lukens (R-OH) fue condenado por cargos de soborno y conspiración. El exrepresentante Carl C. Perkins (D-KY) se declaró culpable de varios cargos, incluido un plan de fraude de cheques sin fondos que involucra a varias instituciones financieras, incluido el Banco de la Cámara. El exrepresentante Carroll Hubbard (D-KY) se declaró culpable de tres delitos graves. El ex sargento de armas, Jack Russ, se declaró culpable de tres delitos graves.
El Banco de la Cámara funcionó de acuerdo con reglas que eran diferentes de las leyes que rigen las instituciones de depósito. Luego, la instalación se hizo funcionar bajo reglas muy flexibles mediante el uso de un sistema de lápiz y libro mayor, en lugar de un sistema de contabilidad computarizado. Además, el gerente del banco no proporcionó extractos de cuenta regulares a los miembros de la Cámara, y no se enviaron notificaciones a los miembros de la Cámara que habían descubierto sus cuentas. Otro factor que contribuyó al problema fue que Banco de la Cámara no contabilizó los depósitos de manera oportuna, a menudo hasta siete semanas después del hecho. Esos factores significaron que, aunque algunos se aprovecharon del sistema a sabiendas y finalmente fueron condenados por irregularidades,[cita requerida] muchos miembros de la Cámara que relaizaron sobregiros no tuvieron realmente la culpa, ya que era responsabilidad del Banco de la Cámara registrar los depósitos de manera oportuna.
Otra práctica que contribuyó al escándalo fue que a los miembros de la Cámara se les permitía sobregirar sus cuentas si el sobregiro no excedía el siguiente cheque de pago del miembro. Muchos miembros de la Cámara utilizaron esa práctica para recibir anticipos no autorizados en sus cheques de pago que reembolsarían más tarde. En un contexto corporativo, la práctica de sacar dinero de las cuentas de la corporación para uso personal es una violación del deber fiduciario para con los accionistas de la corporación.
Muchos bancos estadounidenses, como el Banco de la Cámara, ofrecían protección contra sobregiros a los titulares de cuentas corrientes. Sin embargo, los sobregiros en el programa de protección contra sobregiros de un banco regular siempre están asegurados por una línea de crédito con el banco extendida bajo protocolos de préstamos estándar, incluidos los cargos por intereses, si los hubiera, la vinculación de la cuenta corriente protegida a otra cuenta con los fondos necesarios para pagar el sobregiro, como una cuenta de ahorros; o cargos hechos a una tarjeta de crédito en poder del depositante.
Hasta y durante el escándalo de sobregiros del House Bank, la garantía de los sobregiros en el House Bank era el siguiente cheque de pago del miembro, según se contabilizaba en su cuenta corriente en un sistema de libro mayor. A raíz del escándalo de sobregiro del House Bank, dos uniones de crédito federales, una para la Cámara y otra para el Senado, ahora brindan servicios bancarios a los miembros del Congreso y al público en general, sin un tratamiento especial para los miembros del Congreso.
Las cooperativas de ahorro y crédito existían mucho antes del escándalo. Sin embargo, la Oficina del Sargento de Armas de la Cámara había ofrecido una cámara de compensación mucho más conveniente para los cheques de los miembros del Congreso, y la protección contra sobregiros se administraba de una manera mucho más indulgente (y menos costosa) que la de las cooperativas de ahorro y crédito. o, para el caso, cualquier banco autorizado.

## Exposición pública
En los primeros días del escándalo, cuando los medios de comunicación comenzaron a informar sobre las prácticas flexibles, el congresista republicano Newt Gingrich, junto con siete republicanos de primer año conocidos como la Banda de los Siete o "Los Jóvenes Turcos", tomaron la decisión estratégica de publicitar el escándalo en un intento de barrer a representantes con cuentas en descubierto, la mayoría de los cuales eran demócratas, fuera del poder, aunque el propio Gingrich tenía 22 cheques sobregirados, uno de los cuales era un cheque de USD9.463 para el Servicio de Impuestos Internos. Jim Nussle, uno de la Banda de los Siete, llamó la atención nacional cuando pronunció un discurso desde el pozo de la Cámara mientras llevaba una bolsa de papel sobre la cabeza para protestar por el comportamiento ético "vergonzoso" involucrado en el escándalo.
Gingrich presionó al presidente de la Cámara, Tom Foley, para asegurarse de que el fiscal especial designado para investigar el asunto informara al público votante sobre los sobregiros y las identidades de todos los representantes responsables.

## Secuelas
El escándalo contribuyó a una percepción de corrupción y malversación y fue un factor que contribuyó a cambios importantes en la Cámara en la que 77 diputados renunciaron o fueron derrocados por las elecciones de 1994.